# Perissopmeros
Perissopmeros is een geslacht van spinnen uit de familie Malkaridae.

## Soorten
- Perissopmeros arkana (Moran, 1986)
- Perissopmeros castaneous Butler, 1932
- Perissopmeros darwini Rix, Roberts & Harvey, 2009
- Perissopmeros foraminatus (Butler, 1929)
- Perissopmeros grayi (Moran, 1986)
- Perissopmeros mullawerringi (Moran, 1986)
- Perissopmeros quinguni (Moran, 1986)